# Hallescher Fußball-Club 2009-2010
Questa voce raccoglie le informazioni riguardanti l'Hallescher Fußball-Club nelle competizioni ufficiali della stagione 2009-2010.

## Stagione
Nella stagione 2009-2010 l'Halle, allenato da Sven Köhler, concluse il campionato di Regionalliga nord al 4º posto.

## Rosa
| N. |                      | Ruolo | Calciatore        |
| -- | -------------------- | ----- | ----------------- |
| 1  | Germania (bandiera)  | P     | Jürgen Rittenauer |
| 2  | Rep. Ceca (bandiera) | D     | Jan Beneš         |
| 4  | Germania (bandiera)  | C     | Steve Finke       |
| 5  | Germania (bandiera)  | D     | Patrick Mouaya    |
| 6  | Germania (bandiera)  | A     | Toni Lindenhahn   |
| 7  | Germania (bandiera)  | D     | Thorsten Görke    |
| 8  | Germania (bandiera)  | D     | David Sieber      |
| 9  | Germania (bandiera)  | A     | Thomas Neubert    |
| 11 | Germania (bandiera)  | C     | René Stark        |
| 13 | Croazia (bandiera)   | P     | Darko Horvat      |
| 14 | Germania (bandiera)  | C     | Philip Schubert   |
| 15 | Germania (bandiera)  | D     | Christian Kamalla |
| 16 | Tunisia (bandiera)   | D     | Adli Lachheb      |

| N. |                      | Ruolo | Calciatore        |
| -- | -------------------- | ----- | ----------------- |
| 17 | Germania (bandiera)  | D     | Nico Kanitz       |
| 18 | Germania (bandiera)  | A     | Angelo Hauk       |
| 19 | Germania (bandiera)  | D     | David Bergner     |
| 20 | Rep. Ceca (bandiera) | A     | Milan Janecek     |
| 21 | Germania (bandiera)  | C     | Benedikt Seipel   |
| 22 | Germania (bandiera)  | C     | Marco Hartmann    |
| 23 | Turchia (bandiera)   | A     | Selim Aydemir     |
| 24 | Germania (bandiera)  | C     | Ronny Hebestreit  |
| 25 | Germania (bandiera)  | D     | Benjamin Knaack   |
| 26 | Germania (bandiera)  | D     | Tom Butzmann      |
| 27 | Rep. Ceca (bandiera) | C     | Pavel David       |
| 27 | Germania (bandiera)  | A     | Christoph Siefkes |
| 28 | Germania (bandiera)  | A     | Markus Müller     |

## Organigramma societario
Area tecnica
- Allenatore: Sven Köhler
- Allenatore in seconda: Dieter Strozniak
- Preparatore dei portieri:
- Preparatori atletici:
- Analisi video:

## Calciomercato

### Sessione estiva
| Acquisti | Acquisti          | Acquisti               | Acquisti |
| R.       | Nome              | da                     | Modalità |
| -------- | ----------------- | ---------------------- | -------- |
| A        | Selim Aydemir     | Eintracht Braunschweig |          |
| A        | Angelo Hauk       | TSV Crailsheim         |          |
| D        | Patrick Mouaya    | Oberneuland            |          |
| P        | Jürgen Rittenauer | Friburgo II            |          |
| D        | David Sieber      | Chemnitz               |          |

| Cessioni | Cessioni         | Cessioni          | Cessioni |
| R.       | Nome             | a                 | Modalità |
| -------- | ---------------- | ----------------- | -------- |
| C        | Fabian Schößler  | Hansa Rostock II  |          |
| A        | Christian Beck   | Rot-Weiß Erfurt   |          |
| D        | Alexander Gröger | Germania Windeck  |          |
| C        | Kevin Kittler    | Sachsen Lipsia    |          |
| D        | Markus Krug      | Lokomotive Lipsia |          |
| P        | Christian Person | Plauen            |          |
| D        | Robert Stark     | SV Wilhelmshaven  |          |
| D        | Jens Werner      | Lokomotive Lipsia |          |

## Risultati

### Regionalliga

#### Girone di andata
| Arbitro: | Hartmann |

|                           |           |  |
| David 7’, 73’ Neubert 63’ | Marcatori |  |

| Arbitro: | Siebert |

|            |           |                     |
| Winkel 67’ | Marcatori | 52’ (aut.) Hinzmann |

| Arbitro: | Wagner |

|                                 |           |                                   |
| David 16’ Kanitz 29’ Müller 82’ | Marcatori | 55’ Torunarigha 71’ (rig.) Hoeneß |

| Arbitro: | Perl |

|            |           |                  |
| Jansen 63’ | Marcatori | 12’ (aut.) Wilke |

| Arbitro: | Beitinger |

|                            |           |                      |
| Hebestreit 12’ Neubert 65’ | Marcatori | 24’ Karimow 90’ Klos |

| Arbitro: | Schriever |

|          |           |  |
| Titz 34’ | Marcatori |  |

| Arbitro: | Metzen |

|                               |           |  |
| Lachheb 30’ Kanitz 36’ (rig.) | Marcatori |  |

| Arbitro: | Valentin |

|            |           |                             |
| Müller 54’ | Marcatori | 37’ (rig.) Kanitz 67’ David |

| Arbitro: | Steuer |

|              |           |            |
| Schubert 57’ | Marcatori | 75’ Watzka |

| Arbitro: | Schwegler |

|  |           |                |
|  | Marcatori | 75’ Hebestreit |

| Arbitro: | Pflaum |

|                                                      |           |  |
| Kanitz 19’, 34’, 66’ Lachheb 65’ Finke 87’ Beneš 90’ | Marcatori |  |

| Arbitro: | Wessel |

|  |           |                        |
|  | Marcatori | 66’ Neubert 85’ Kanitz |

| Halle 1º novembre 2009, ore 13:30 CET 13ª giornata | Hallescher | 0 – 0 referto | Plauen | Kurt-Wabbel-Stadion (2 792 spett.)\| Arbitro: \| Bornhöft \| |
| Arbitro:                                           | Bornhöft   |               |        |                                                              |

| Arbitro: | Siewer |

|  |           |                         |
|  | Marcatori | 22’ Lachheb 38’ Neubert |

| Arbitro: | Kempter |

|  |           |              |
|  | Marcatori | 83’ Kutschke |

| Arbitro: | Sevinc |

|             |           |                    |
| Büchler 22’ | Marcatori | 68’ (aut.) Büchler |

| Arbitro: | Brand |

|                                 |           |  |
| Kanitz 13’ Müller 72’, 83’, 90’ | Marcatori |  |

#### Girone di ritorno
| Goslar 21 aprile 2010, ore 18:00 CEST 18ª giornata | Goslarer | 0 – 0 referto | Hallescher | Osterfeldstadion (630 spett.)\| Arbitro: \| Wiatrek \| |
| Arbitro:                                           | Wiatrek  |               |            |                                                        |

| Arbitro: | Brauer |

|                |           |  |
| Hebestreit 80’ | Marcatori |  |

| Arbitro: | Seidel |

|           |           |            |
| Stein 90’ | Marcatori | 67’ Kanitz |

| Halle 24 marzo 2010, ore 16:00 CET 21ª giornata | Hallescher | 0 – 0 referto | Chemnitz | Kurt-Wabbel-Stadion (2 403 spett.)\| Arbitro: \| Hofmann \| |
| Arbitro:                                        | Hofmann    |               |          |                                                             |

| Arbitro: | Dittrich |

|           |           |           |
| Yılmaz 1’ | Marcatori | 79’ Beneš |

| Arbitro: | Bärmann |

|                 |           |             |
| Neubert 4’, 75’ | Marcatori | 35’ Banecki |

| Arbitro: | Helwig |

|          |           |            |
| Beil 85’ | Marcatori | 22’ Kanitz |

| Arbitro: | Schmickartz |

|                          |           |  |
| David 55’ Hebestreit 62’ | Marcatori |  |

| Arbitro: | Gräfe |

|  |           |             |
|  | Marcatori | 38’ Neubert |

| Arbitro: | Dietz |

|  |           |             |
|  | Marcatori | 48’ Beister |

| Berlino 11 aprile 2010, ore 13:30 CEST 28ª giornata | Türkiyemspor Berlino | 0 – 0 referto | Hallescher | Friedrich-Ludwig-Jahn-Sportpark (319 spett.)\| Arbitro: \| Ittrich \| |
| Arbitro:                                            | Ittrich              |               |            |                                                                       |

| Arbitro: | Ostheimer |

|                                                 |           |  |
| Lindenhahn 16’ Beneš 44’ Mouaya 49’ Neubert 67’ | Marcatori |  |

| Arbitro: | Zacher |

|                                                  |           |  |
| Sonnenberg 37’, 75’ Zimmermann 55’ Schindler 68’ | Marcatori |  |

| Arbitro: | Hofmann |

|             |           |                                  |
| Neubert 46’ | Marcatori | 22’ Hammouchi 37’ (rig.) Moslehe |

| Arbitro: | Brand |

|           |           |  |
| Frahn 75’ | Marcatori |  |

| Arbitro: | Dietz |

|                |           |             |
| Lindenhahn 64’ | Marcatori | 70’ Lindner |

| Arbitro: | Wenzel |

|             |           |                |
| Richter 87’ | Marcatori | 32’ Lindenhahn |

## Statistiche

### Statistiche di squadra
| Competizione      | Punti | In casa | In casa | In casa | In casa | In casa | In casa | In trasferta | In trasferta | In trasferta | In trasferta | In trasferta | In trasferta | Totale | Totale | Totale | Totale | Totale | Totale | DR  |
| Competizione      | Punti | G       | V       | N       | P       | Gf      | Gs      | G            | V            | N            | P            | Gf           | Gs           | G      | V      | N      | P      | Gf     | Gs     | DR  |
| ----------------- | ----- | ------- | ------- | ------- | ------- | ------- | ------- | ------------ | ------------ | ------------ | ------------ | ------------ | ------------ | ------ | ------ | ------ | ------ | ------ | ------ | --- |
| Regionalliga nord | 56    | 17      | 9       | 5       | 3       | 32      | 11      | 17           | 5            | 9            | 3            | 15           | 14           | 34     | 14     | 14     | 6      | 47     | 25     | +22 |
| Totale            | 56    | 17      | 9       | 5       | 3       | 32      | 11      | 17           | 5            | 9            | 3            | 15           | 14           | 34     | 14     | 14     | 6      | 47     | 25     | +22 |

### Andamento in campionato
| Giornata  | 1 | 2 | 3 | 4 | 5 | 6 | 7 | 8 | 9 | 10 | 11 | 12 | 13 | 14 | 15 | 16 | 17 | 18 | 19 | 20 | 21 | 22 | 23 | 24 | 25 | 26 | 27 | 28 | 29 | 30 | 31 | 32 | 33 | 34 |
| --------- | - | - | - | - | - | - | - | - | - | -- | -- | -- | -- | -- | -- | -- | -- | -- | -- | -- | -- | -- | -- | -- | -- | -- | -- | -- | -- | -- | -- | -- | -- | -- |
| Luogo     | C | T | C | T | C | T | C | T | C | T  | C  | T  | C  | T  | C  | T  | C  | T  | C  | T  | C  | T  | C  | T  | C  | T  | C  | T  | C  | T  | C  | T  | C  | T  |
| Risultato | V | N | V | N | N | P | V | V | N | V  | V  | V  | N  | V  | P  | N  | V  | N  | V  | N  | N  | N  | V  | N  | V  | V  | P  | N  | V  | P  | P  | P  | N  | N  |
| Posizione | 2 | 3 | 2 | 3 | 5 | 8 | 4 | 2 | 4 | 3  | 3  | 3  | 3  | 2  | 3  | 4  | 3  | 4  | 3  | 3  | 3  | 4  | 3  | 3  | 3  | 3  | 3  | 3  | 3  | 3  | 4  | 4  | 4  | 4  |

Legenda:

Luogo: C = Casa; T = Trasferta. Risultato: V = Vittoria; N = Pareggio; P = Sconfitta.

### Statistiche dei giocatori
| S. Aydemir    | 21 | 0  | 2 | 1 |
| J. Beneš      | 32 | 3  | 5 | 0 |
| D. Bergner    | 0  | 0  | 0 | 0 |
| T. Butzmann   | 1  | 0  | 0 | 0 |
| P. David      | 20 | 5  | 2 | 1 |
| S. Finke      | 33 | 1  | 9 | 0 |
| T. Görke      | 7  | 0  | 2 | 0 |
| M. Hartmann   | 10 | 0  | 2 | 0 |
| A. Hauk       | 28 | 0  | 4 | 0 |
| R. Hebestreit | 31 | 4  | 5 | 0 |
| D. Horvat     | 33 | 0  | 0 | 0 |
| M. Janecek    | 0  | 0  | 0 | 0 |
| C. Kamalla    | 9  | 0  | 3 | 0 |
| N. Kanitz     | 33 | 10 | 4 | 0 |
| B. Knaack     | 5  | 0  | 1 | 0 |
| A. Lachheb    | 34 | 3  | 2 | 0 |
| T. Lindenhahn | 27 | 3  | 4 | 0 |
| P. Mouaya     | 26 | 1  | 4 | 1 |
| M. Müller     | 30 | 4  | 3 | 1 |
| T. Neubert    | 33 | 9  | 3 | 0 |
| J. Rittenauer | 1  | 0  | 0 | 0 |
| P. Schubert   | 32 | 1  | 5 | 0 |
| B. Seipel     | 2  | 0  | 0 | 0 |
| D. Sieber     | 8  | 0  | 2 | 0 |
| C. Siefkes    | 1  | 0  | 0 | 0 |
| R. Stark      | 11 | 0  | 5 | 0 |